# Igor Bantser
Igor Ramanovich Bantser (tiếng Belarus: Ігар Рaманaвіч Банцар; tiếng Ba Lan: Igor Ramanowicz Bancer; tiếng Nga: Игорь Романович Банцер) là một nhạc sĩ, nhà hoạt động, nhà báo, công nhân và người tổ chức sự kiện người Belarus gốc Ba Lan. Anh là cựu tổng biên tập của Magazyn Polski và Głos znad Niemna ("Tiếng nói từ Neman") cũng như từng là người phát ngôn của Liên minh người Ba Lan tại Belarus. Bantser có lẽ nổi tiếng nhất nhờ vai trò sáng lập và ca sĩ của ban nhạc streetpunk Mister X ở Grodno, anh cũng kiêm luôn vị trí trưởng "câu lạc bộ rock Grodno".

## Tuổi thơ và đầu đời
Sinh ra tại Minsk – thành phố lớn nhất Byelorussia thời Liên Xô trước kia và giờ là thủ đô của  Cộng hòa Belarus, Igor cùng gia đình chuyển tới Grodno vào năm 1986. Tại đây anh học trường số 25 (ở Đông Âu có phong tục đặt tên trường tiểu học theo số). Năm 1997 anh trở thành thành viên của tổ chức Малады Фронт; cùng năm đó anh bắt đầu làm báo cho ấn phẩm "Пагоня"r. Từ năm 1992 đến 2002, Bantser sống tại Warszawa – thủ đô của Ba Lan – nơi anh theo học ngành quan hệ quốc tế tại trường đại học địa phương. Trong thời gian sống tại Ba Lan anh tích cực tham gia các hoạt động thúc đẩy dân chủ tại Belarus, hợp tác với những người Belarus di cư chính trị và Quỹ nhân quyền Helsinki. Sau khi trở về Belarus anh làm báo cho nhiều tạp chí bằng tiếng Nga. Igor cũng là tổng biên tập của Magazyn Polski – ấn phẩm bằng tiếng Ba Lan xuất bản hàng tháng vào năm 2007.

## Sự nghiệp âm nhạc

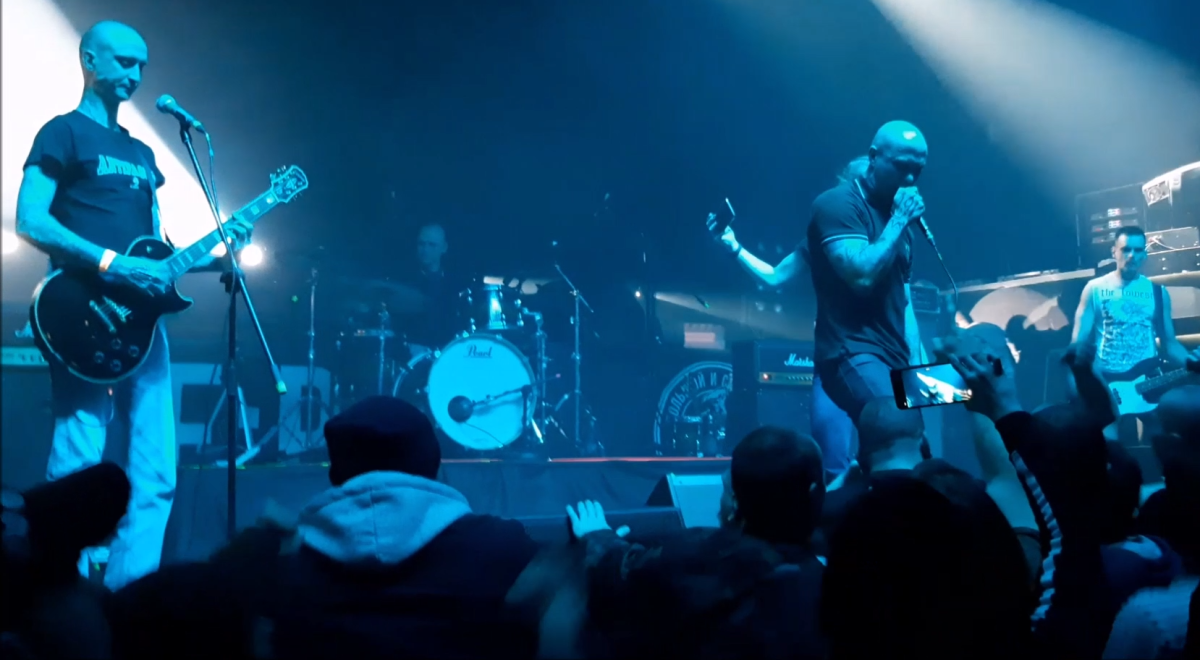
Mister X trình diễn trực tiếp tại Minsk vào tháng 3 năm 2020.

Kể từ năm 2003, cùng với Boris từ nhóm Oi! Bombers anh đã sáng lập nên ban nhạc streetpunk Mister X và giữ vai trò giọng ca chính của nhóm. Cả ban nhạc, tức tính cả Igor tự nhận mình là hội đầu hói chống lại định kiến chủng tộc (SHARP) và tạo nên bộ phận của hội những người cùng chí hướng và trào lưu Oi! tại Tây Belarus. Một phần nhờ có Bantser thông thạo tiếng Ba Lan, Mister X trở nên nổi tiếng trong giới nhạc punk underground tại Ba Lan, nơi họ thường được xem là "ban nhạc punk rock người Belarus nổi tiếng nhất" và "lá cờ đầu của street punk người Belarus". Kể từ khi thành lập, ban nhạc đã đi lưu diễn cùng Igor tại nhiều quốc gia châu Âu ngoài những thị trường quen thuộc ở Belarus, Ba Lan, Nga, Latvia và Lithuania – chẳng hạn như Đức và các nước nằm ở Tây Âu. Tùy theo bài hát mà Igor viết lời và ghi âm giọng hát của mình bằng tiếng Nga, tiếng Ba Lan, tiếng Anh hoặc tiếng Belarus.